# Pierre Chesnot
Pierre Chesnot est un auteur dramatique, né le 19 mai 1935 à Paris 14e, et mort à Paris 11e le 29 janvier 2025,.

## Biographie
Il a écrit de nombreuses pièces. Sa carrière internationale commence lorsque Bernard Blier joue une de ses pièces en 1976 — À vos souhaits — à la Comédie des Champs-Elysées.
Dans la même tradition française de grande satire suivait la création de A vos souhaits, interprétée par Bernard Blier.

## Théâtre
- 1976 : À vos souhaits, mise en scène de Claude Sainval, avec Bernard Blier et Maurice Teynac, Comédie des Champs-Élysées[6]
- 1978 : Hôtel particulier, mise en scène de Raymond Rouleau, avec Corinne Marchand et Micheline Luccioni, Théâtre de Paris[7]
- 1987 :  Un beau salaud, mise en scène de Jean-Luc Moreau, avec Jean Jacques et Micheline Dax, Théâtre Fontaine
- 1991 : À vos souhaits, mise en scène de Francis Joffo, avec Roger Pierre, Théâtre Antoine[8]
- 1997 : Drôles d'oiseaux, mise en scène de Jacques Mauclair, avec Popeck et Danièle Evenou, Théâtre du Palais-Royal[9]
- 2004 : Un beau salaud, mise en scène de Jean-Luc Moreau, avec Bernard Tapie, Théâtre de Paris[10]
- 2016 : À vos souhaits, mise en scène de Luq Hamet, avec Bernard Menez, Théâtre du Gymnase